# 道/青春
『道/青春』（みち / せいしゅん）は、1990年1月25日に森高千里が発表した9枚目のシングル（両A面）。CDコードはWPDL-4139。

## 概要
「道」はベストアルバム『森高ランド』からシングルカットされた楽曲、「青春」はオリジナルアルバム未収録楽曲だが、1991年にリリースされたベストアルバム『ザ・森高』では別音源で収録された。また本作の音源は両曲共に『The Best Selection of First Moritaka 1987-1993』に収録されている。

## 収録曲
1. 道
  - 作詞：森高千里、作曲：安田信二、編曲：斉藤英夫
  - グリコポッキーCMソング
2. 青春
  - 作詞：森高千里、作曲・編曲：斉藤英夫
  - 日本テレビ系列ドラマ『いけない女子高物語』主題歌

## 収録アルバム
- 森高ランド(1)
- ザ・森高（ザ・森高テイクバージョンで収録）(2)
- The Best Selection of First Moritaka 1987-1993 (1) (2)
- ザ・シングルス (1) (2)
- UHQCD THE FIRST BEST SELECTION '87～'92 (1)

## 「道」をカヴァーしたアーティスト
- 安田信二（作曲者。BANANASでセルフカヴァー）
- 丹下桜（声優）
- 小片リサ